# 宮崎次郎

## 人物
出生地は埼玉県浦和市（現・さいたま市）。中学時代、渡辺武夫に絵の手解きを受け画家になる決意を固める。日本大学芸術学部美術学科に入学し、中根寛・荻太郎に指導を受ける。1995年第30回昭和会展昭和会賞を受賞し、1997年～1999年文化庁派遣芸術家在外研修員（現・新進芸術家の海外研修）として渡仏。

## 画風
フランスから帰国後はシュールな絵画を発表。次第に郷愁や哀愁を意味するポルトガル語「サウダード（Saudade）」をテーマにした油彩画を発表するようになる。主なモチーフは、サーカス、夕暮れの情景、玩具、バー、カードをする詐欺師など。

## 経歴
- 1961年　埼玉県浦和市に生まれる。 中学時代、洋画家・渡邉武夫（日本藝術院会員）に絵の手解きを受ける
- 1987年　洋画家・中根寛に師事
- 1990年　日本大学芸術学部美術学科卒業
- 1993年　響林展に出品（彩林堂画廊/東京）
- 1993年～2001年　眼展（青木画廊/東京）
- 1993年～1997年　リリシズムの画家展（ギャラリー椿/東京）
- 1994年　荻太郎に指導を受ける
- 1995年　第30回昭和会展・昭和会賞受賞／木陰のプロムナード展に出品（軽井沢日動画廊）
- 1995年　Incontro delle Nude展（イタリア・スペッロ市美術館）
- 1996年　文芸誌「新潮」（新潮社）目次挿画（～1997年）／日動展に出品／太陽展に出品／昭和会受賞作家展に出品／現代洋画展に出品（福岡・西日本新聞会館、福岡日動画廊）
- 1997年　個展-「新潮」の挿画とイメージの展開-（ギャラリー椿/東京）／夢々展（麻樹画廊/東京）
- 1997年～1999年　文化庁派遣芸術家在外研修員として渡仏
- 1999年　個展-昭和会賞受賞記念展-（日動画廊/東京、福岡）
- 2000年～2003年　新たなる視覚展（福岡日動画廊）／林滋コレクションと親しき作家達（ギャラリー椿）
- 2001年　個展（日動画廊/東京．名古屋）／現代洋画の潮流展（日本橋三越本店．札幌．名古屋）
- 2002年　千態万様　馬画展（日本橋三越本店）／俊英作家洋画展（銀座三越）・個展（日本橋三越本店）
- 2003年　日本大学芸術学部で特別講義を行う
- 2004年　『月刊美術』4月号より、宮崎次郎の「巴里の街角で」連載開始（全12回）
- 2004年　『宮崎次郎画集　Saudade（サォダ－ド）』が求龍堂から刊行
- 2004年　個展　-宮崎次郎画集出版記念展-（ごらくギャラリー/東京）。会場にて詩人・高橋睦郎氏による朗読会開催
- 2005年　個展　宮崎次郎展　「アトモスフェール」（にっぽん丸ギャラリー）
- 2006年　個展　宮崎次郎展　「アトモスフェール」（株式会社 商船三井・ごらくギャラリー後援）
- 2006年　個展　宮崎次郎のクリスマス「Noel」（ギャラリー銀座アルトン）
- 2006年　個展　宮崎次郎展　「エスポワール」（ギャラリー銀座アルトン）／個展　宮崎次郎洋画展（大丸神戸店）
- 2007年　個展　宮崎次郎洋画展　「ESPOIR ー希望」（日本橋三越本店）
- 2008年　2008ギャラリーポート企画展（東京・銀座）
- 2011年　『月刊美術』6月号より、宮崎次郎の絵と野村喜和夫の詩による「薄明のサウダージ」連載開始（全12回）
- 2011年　個展　宮崎次郎洋画展（日本橋三越本店）。会場にて詩人・野村喜和夫氏による詩の朗読会開催
- 2014年　詩画集「真夜中の朗読会」が求龍堂から刊行される。
- 2017年　個展「真夜中の朗読会」（にっぽん丸ギャラリー）
- 2017年   不思議がいっぱい　迷宮の絵画展（笠間日動美術館）
- 2019年　個展　宮崎次郎洋画展（日本橋三越本店）[3]。

## エピソード
- 短波ラジオを蒐集している。[4]
- 中学2年のとき父親に洋画家・渡辺武夫を紹介される。「飯が食えるかどうかは分からないが、絵描きにはなれる」と言われて高校、大学と美術学部で過ごした。その後銀座のグループ展に出品していたが、渡辺氏が突然現れ、「これでは食っていけないから」と別の画廊を紹介してくれた。[1]
- 浦和に2010年に完成したアトリエの内装は、建築家・泉幸甫によるもの[5][6]。

## 画集・詩画集
- 「宮崎次郎画集 Saudade[7]」（2004年：求龍堂刊）
- 「真夜中の朗読会[8]」（2014年：求龍堂刊）

真夜中／みんなどこへ行ってしまったか／ほの赤い／あのゼリー寄せのような／薄明の街の住人たち／模造の象のうえで／雲の二乗と二倍の雲の和は象だ／などと喚いていた男／血は音楽でできている／とばかりに喇叭を吹きまくっていたべつの男／それからまた／ゲームの途中でゲームに飽き／隣の女を口説きにかかる（つづく）
— User:詩画集「真夜中の朗読会」（2014年、求龍堂）より野村喜和夫「真夜中　1」
- 「絵の時は夕暮の時　宮崎次郎へ　高橋睦郎」（2004年）

もし絵の時があるとしたら／それは昼でも夜でもなく夕暮／絵の中の人物は夕暮の人物／木馬は夕暮の木馬／くだものは夕暮のくだもの／窓も窓の外の街と空も／夕暮の窓夕暮の街と空／夕暮は昼と夜のあいだではない／はんたいに昼は夕暮の／夜も夕暮の変奏曲／すくなくとも絵の中では／絵の中の昼は昼を装った夕暮／絵の中の夜は夜のふりした夕暮／だから画布の前の画家は夕暮の人／夕暮は彼の持つ筆から生まれ／画布へ画面から世界へと広がる
— User:「絵の時は夕暮の時　宮崎次郎へ　高橋睦郎」（詩人・高橋睦郎氏より贈られた詩）